# Лепно
Лепно (пол. Lepno, нім. Löpen) — село в Польщі, у гміні Рихлики Ельблонзького повіту Вармінсько-Мазурського воєводства.
Населення — 70 осіб (2011).
У 1975-1998 роках село належало до Ельблонзького воєводства.

## Демографія
Демографічна структура станом на 31 березня 2011 року:
|          | Загалом | Допрацездатний вік | Працездатний вік | Постпрацездатний вік |
| -------- | ------- | ------------------ | ---------------- | -------------------- |
| Чоловіки | 35      | 7                  | 21               | 7                    |
| Жінки    | 35      | 11                 | 16               | 8                    |
| Разом    | 70      | 18                 | 37               | 15                   |